# Amenemhat I con divinità (08.200.5)
Il rilievo di Amenemhat I con alcune divinità (08.200.5) è un antico bassorilievo egizio raffigurante il faraone Amenemhat I (1991–1962 a.C.), fondatore della XII dinastia egizia, attorniato da due divinità maschili e due divinità femminili.
Il primo e il secondo sovrano della XII dinastia (Medio Regno), Amenemhat I e suo figlio Sesostri I, ripresero a edificare piramidi, come i faraoni dell'Antico Regno; le fecero erigere nella zona dell'antica capitale Menfi e di quella dell'epoca, Ity Taui, non lontane dalla località di El-Lisht. Le rovine assai danneggiate del Tempio funerario di Amenemhat I furono esplorate tra il 1906 e il 1922 dagli archeologi statunitensi del Metropolitan Museum of Art di New York. Non furono rinvenuti che pochi frammenti intatti delle decorazioni originali delle pareti: ciononostante, questo bassorilievo proveniente da un architrave, ottimamente conservatosi, è uno dei capolavori dell'epoca di Amenemhat I.
Il faraone, al centro della rappresentazione, indossa una parrucca ricciuta completata dall'ureo regale, la barba posticcia e un prezioso pettorale; impugna lo scettro-flagello (nekhaka) e il simbolo mekes. Amenemhat I è affiancato alla sua sinistra dal dio Horus, ieracocefalo, e a destra da Anubi, dio funerario (entrambi sono intenti a porgere al re il simbolo ankh della vita); alla estremità del rilievo figurano, identiche fra loro e riconoscibili solo grazie alle iscrizioni geroglifiche, le due dee tutelari dell'Alto e Basso Egitto: Nekhbet e Uadjet.